# 埃斯克洛特
埃斯克洛特（法語：Esclottes，法語發音：[ɛsklɔt]）是法国洛特-加龙省的一个市镇，位于该省西北部，和吉伦特省接壤，属于马尔芒德区。

## 地理
埃斯克洛特（44°42'29"N, 0°8'44"E）面积9.24 平方千米，位于法国新阿基坦大区洛特-加龍省，该省份为法国西南部内陆省份，北起多爾多涅省，西接吉倫特省和朗德省，南至热尔省，东临塔恩-加龙省和洛特省。
与埃斯克洛特接壤的市镇（或旧市镇、城区）包括：萨维尼亚克-德迪拉斯、朗代尔鲁阿、佩勒格吕、巴莱萨格、迪拉斯、圣科隆布德迪拉斯。

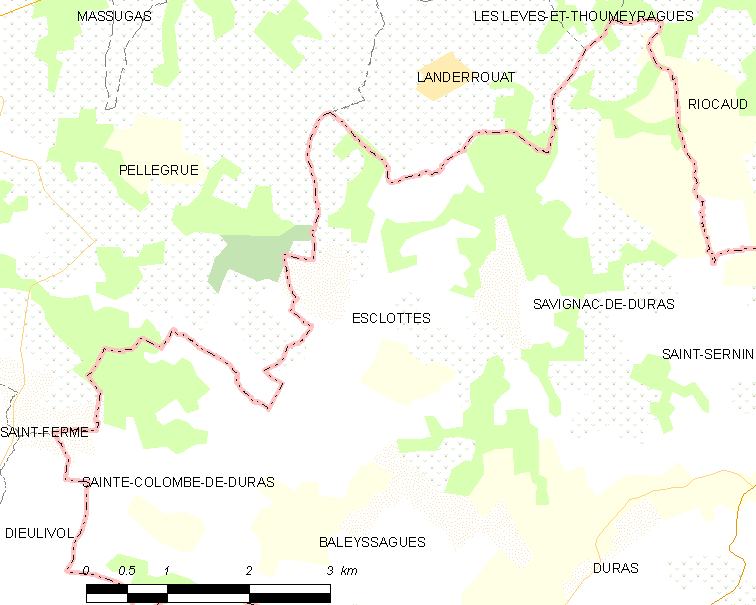
埃斯克洛特的OSM定位图

埃斯克洛特的时区为UTC+01:00、UTC+02:00（夏令时）。

## 行政
埃斯克洛特的邮政编码为47120，INSEE市镇编码为47089。

## 政治
埃斯克洛特所属的省级选区为吉耶讷山丘县。

## 人口

1962-2008年间埃斯克洛特人口变化图示

埃斯克洛特于2022年1月1日时的人口数量为163人。

## 交通
洛特-加龙省省道D237线和D312线在境内交汇。